# 伊苏战记
《伊苏战记》是一款由日本Falcom授权韩国CJ Internet製作的一款線上遊戲。

## 背景
该游戏是运用于日本Falcom公司所叙述的伊苏系列游戏，提及到在主人公亚特鲁死后100年的场景，导致伊苏国灭亡的魔物再次入侵“艾雷希亚”大陆，诸王国仓促应战，因而战败。从此“艾雷希亚”大陆在笼罩魔物的统治下长达20余年。

## 游戏特色
该游戏系统含有卡片系统、坐骑系统和能量系统三种，但卡片的功能系列为经常用到的系统之一。所谓能量系统指的是利用打怪获得的能量，在紧急战斗的状态下使用具有策略性应对的伊苏战记独有的系统。所谓坐骑系统指的是指通过使用消灭怪物或与其他玩家的交易获得的召唤卡获得坐骑而提升角色行走速度。该游戏的摆摊功能与其他网游不同的是，该游戏是以个人售货铺的形式来摆摊。

## 各国运营状况
该游戏所开放的5个国家地区的服务器（韩国、中国大陆、台湾、日本、欧洲）已全倒闭。关服的主要原因出现了不同程度的说法：
欧服还导致官网在发布关服公告后，就在游戏关服前4天（2009年11月26日）还出现官网无法登录的情况。可能原因欧服官方的网游IP限制不给美国玩家进去玩，加上该公司属下的游戏——精靈2也换了代理而导致官网关闭。而中國大陸伺服器于2010年4月30日关闭，原因是合作方天希（现在是天戏网络）与制作方的签约合約期满，加上有很多玩家对此游戏产生不满的吐槽之声。日服于2011年10月3日关服，具体原因不详。韩服在2007年7月5日开服直到2010年12月16日关服，原因是因为韩服官方无法与游戏制作商CJ Internet给相关赞助费用。而台服在2012年10月1日停止运营，主要原因也是合約期满，加上有玩家以不同形式的吐槽本游戏。